# Daichi
Daichi (jap. だいち, ダイチ) – męskie imię japońskie.

## Możliwa pisownia
Daichi można zapisać używając różnych znaków kanji i może znaczyć m.in.:
- 大地, „ziemia”[1] (występuje też inna wymowa tego imienia: Taichi)
- 大知, „duża wiedza”

## Znane osoby
- Daichi Miura (大知), japoński piosenkarz i choreograf
- Daichi Motomura, japoński lekkoatleta specjalizujący się w biegach długich
- Daichi Sawano (大地), japoński lekkoatleta, skoczek o tyczce
- Daichi Suzuki (大地), japoński pływak specjalizujący się w stylu grzbietowym

## Fikcyjne postacie
o imieniu Daichi
- Daichi Misawa (大地), bohater mangi i anime Yu-Gi-Oh! GX
- Daichi Sawamura (大地), bohater mangi i anime Haikyū!!
- Daichi Sumeragi (大地), bohater serii Beyblade
- Daichi Yamagata (大地) / Czarny Turbo, bohater serialu tokusatsu Kōsoku Sentai Turboranger

o nazwisku Daichi
- Bunta Daichi (大地) / Król Trefl, bohater serialu tokusatsu JAKQ Dengekitai